# The Time Capsule
The Time Capsule is het tweede officiële muziekalbum van de Britse muziekgroep Parallel or 90 Degrees. De band, die gevormd is rond hun vorige album Afterlifecycle is alweer gewijzigd, Graham Young heeft de band verlaten dan wel is uit de band gezet aldus de biografie vermeld op A Can of Worms. Oudgediende Guy Manning speelde ook op een aantal tracks mee. Het album is wederom opgenomen in Leeds, thuisbasis van de band. Het album is in 2009 al een aantal jaren uitverkocht.

## Musici
- Sam Baine – keyboards, gitaar, zang
- Andy Tillison – keyboards, gitaar, elektronisch slagwerk, zang
- Gareth Harwood – gitaar, zang Promises
- Jonathan Bennett – basgitaar
- Lee Duncan – slagwerk
- Guy Manning, (gast) gitaar op The Sea, The Sea Returns, The Single en zang op Promises en Nostalgiadamus

## Composities
Allen van Tillison behalve waar vermeld:
1. Fast >> Fwd (1:47) (met radio/muziekfragmenten van onder meer intro van The Dark Side of the Moon van Pink Floyd;
2. Encapsulated (7:30)
3. Promises Of Life (7:49)
4. Unforgiving Skies (9:05)
5. The Sea, (parallel Or 90 Degrees?) (6:57) (Bo Hansson)
6. Blues For Lear (6:32)
7. The Single (5:56)
8. The Time Capsule (22:26)
9. Aftertimecapsule (3:51) (Baine)

De track The Sea, (Parallel or 90 Degrees) is deels gebaseerd op de compositie The Sun (Parallel of 90 Degrees) van de Deen Bo Hansson van het album Magician’s Hat, hij is daarmee eigenlijk de naamgever van de band.